# المدرب الأفضل
المدرب الأفضل (بالإنجليزية: online soccer manager أو كما تعرف اختصارًا بـOSM)‏ هي لعبة إلكترونية بدأت عام 2001 بأولى الإصدارات باللغات الهولندية الإنجليزية والبرتغالية، ثم توسعت إلى أن وصلت حالياً إلى ما يزيد عن 18 لغة من ضمنهم اللغة العربية، وفي أحد المؤتمرات الصحفية قال أوله غونار سولشار أنه تعلم كثيرًا من لعبة المدرب الأفضل، مؤكدًا أنها تحاكي الواقع كثيرًا.

## مضمون اللعبة
اللعبة هي عبارة عن لعبة تدريب فرق من معظم دول العالم مع التحديثات وتكون فيها أنت المدرب.
كما يوجد تصنيف محلي وتصنيف عالمي للمدربين وقائمة أفضل 100 مدرب.
وتتوافر تحديثات الفرق وانتقالات اللاعبين بشكل دوري ومتواتر حيث انها توفق الواقع الحالي في كرة القدم.
لعبة تتطلب الدراية الفنية الكافية لتكون ناجحا، هدفك هو أن يؤدي فريقك الأداء الأمثل في الدوري، وتتنافس مع المدربين الآخرين. وهذا قد يعني الفوز بالبطولة، أو لتحقيق الهدف الذي حدده المجلس لك. لن تواجه جهاز الكمبيوتر فقط، ولكن أيضا الأصدقاء والعائلة وزملاء العمل أو المدربين الآخرين من جميع أنحاء العالم.

## اقوى الدوريات
اقوى الدوريات الأوروبية في اللعبة هو الدوري الإنجليزي بطبيعة الحال مثلما الأمر في الحقيقة واطوله حيث أنه مكون من 43 تشمل الدوري والكاس أي ينتظر اللاعب 43 يوم حتى ينهي الدوري ويحصل على كؤسه ومكافأته والكوينز الخاصة به. يليه الدوري الاسباني ثم الإيطالي ثم الفرنسي ثم البرتغالي.[بحاجة لمصدر]
ثاني أكثر الدوريات شعبية واطولها هو الدوري المصري وهو 34 جولة تشمل الدوري والكأس.[بحاجة لمصدر]
و ثالث اقوى الدوريات هو الدوري السعودي ثم التونسي ثم المغربي ثم الجنوب أفريقي.[بحاجة لمصدر]
قامت اللعبة مؤخرا بإضافة بعض البطولات القارية صاحبة الشعبية الكبيرة مثل بطولة أمم إفريقيا للمنتخبات ودوري ابطال افريقيا للفرق وبطولة ابطال أوروبا والدوري الأوروبي وكأس العالم للممنتخبات وايضا كاس العالم للفرق. [بحاجة لمصدر]
اقوى البلدان حسب تقييم اللعبة وهي أكثر البلاد الحاصلة على نقاط التدريب هي اللاعبين الاتراك ثم البرتغاليين ثم المصريين في المرتبة الثالثة.[بحاجة لمصدر]

## تطور اللعبة
تطورت اللعبة بشكل ملحوظ حيث دخلت اللغتين السويدية والتركية في عام 2005
وشهدت اللعبة بالمضمون العربي في عام 2008 التعاقد مع موقع مكتوب من شركة ياهو
ولكن سرعان ما تم الفسخ في مطلع عام 2011 واصبحت لعبه منفرده ذات موقع خاص.
وفي منتصف العام 2013 تم إصدار تطبيق للعبة على اجهزة الآيفون والأندرويد بعدما كان لها موقع على المتصفح فقط.

### تطورات اللعبة
منذ تم تأسيس اللعبة وهي تشهد الكثير من التطوير ولكن منذ عام 2014 واللعبة تشهد تطوير بشكل متسارع وكبير، حيث كانت إلى عام 2016 هناك في اللعبة ما يسمى بالكروت الحمراء والصفراء حيث كانت هذه الكروت تعطي بعض الامتيازات للاعبين الذين يمتلكوها. فمثلا الكروت الصفراء تساعد اللاعب على شراء لاعبين مع نقوض النادي إذا لم تكفي نقود النادي لهذا أو تطوير ملعب النادي الذين يدربه. والكروت الحمراء كانت تعطي ميزة حضور ومشاهدة المباراة مباشرة (وهي ميزة متاحة في اللعبة الآن دون الحاجة لشيء مميز)، وكانت الكروت الحمراء صعبه الحصول عليها جدا حيث كان لا يتم الحصول عليها إلا عن طريق شحن الحساب بمال من الفيزا الخاصة بالاعب أي نقود حقيقية
و كان أيضا لكل مدرب نقود خاصة به بصرف النظر عن نقود نادية أو كروته الحمراء والصفراء وكان هذه النقود لا تساعده في الكثير في الحقيقة ولكنه كان يحصل عليها بعد نجاحه في مهمة تدريب نادية وتحقيق هدف مجلس الإدارة.
لكن نظرا لصعوبة هذا قامت اللعبة في اخر عام 2015 بتطوير اللعبة والغاء الكروت الحمراء والصفراء ونقود المدرب الخاصة ووضمهم في شيء جديد يسمى كوينز وهذا شيء أصبح من السهل نوعا ما الحصول عليه.
طريقة الحصول على كوينز في المدرب الأفضل
في الواقع هناك الكثير من الطرق داخل اللعبة للحصول على هذه الكوينز.
1 عند دعوتك لصديق لعب اللعبة معك عن طريق الفيس بوك أو تويتر أو الايميل.. تحصل على خمسين كوين كهدية على كل صديق. وهذه الميزة مفتوحة حتى عشرة اصدقاء ويتم حظرها مؤقتا ثم تعود مرة أخرى بعد وقت قصير (أيام)
2 الفتح اليومي للعبة بل وكل فترة معينة في اللعبة تربح عليها نقوض فمثلا كل ساعتين لك كوين واحد
3 تحقيق هدف مجلس الإدارة في النادي الذي تدريبه وتحصل على كوينز أكثر عندما تحقق الدوري أو الكاس وتكون أكبر جائزه هي عندما تحصل على الثلاثة في موسم واحد
4 تحقيق المهام ويمكنك مشاهدة المهام من قسم الانجازات في الجانب اليمين من الصفحة الرئيسيه
5 مشاهدة فديوهات إعلانية داخل اللعبة فتحصل على كوين واحد لكل فيديو وفي بعض الأحيان تحصل على اثنان
6 تحميل بعض الألعاب التي تقول عليها اللعبة من خلال القائمة الموجودة في أقصى يسار الشاشة شرك الوصول لمستويات معينة بهذه الألعاب
5 شحن الكوينز من بطاقة الائتمان (الفيزا)

### تطوير اللعبة 2
كان هناك في اللعبة ما يشبه الشات الجماعي بين أعضاء الدوري أو مدربيه في الصفحة الرئيسية تحت جريدة اللعبة اليومية.
و لكن لاحقا ما قامت اللعبة بتطوير هذا وجعله شات خاصة حيث يتكلم لكل لاعب لآخر بطريقة مباشرة بين الإثنين فقط.